# Theodorus van Celles

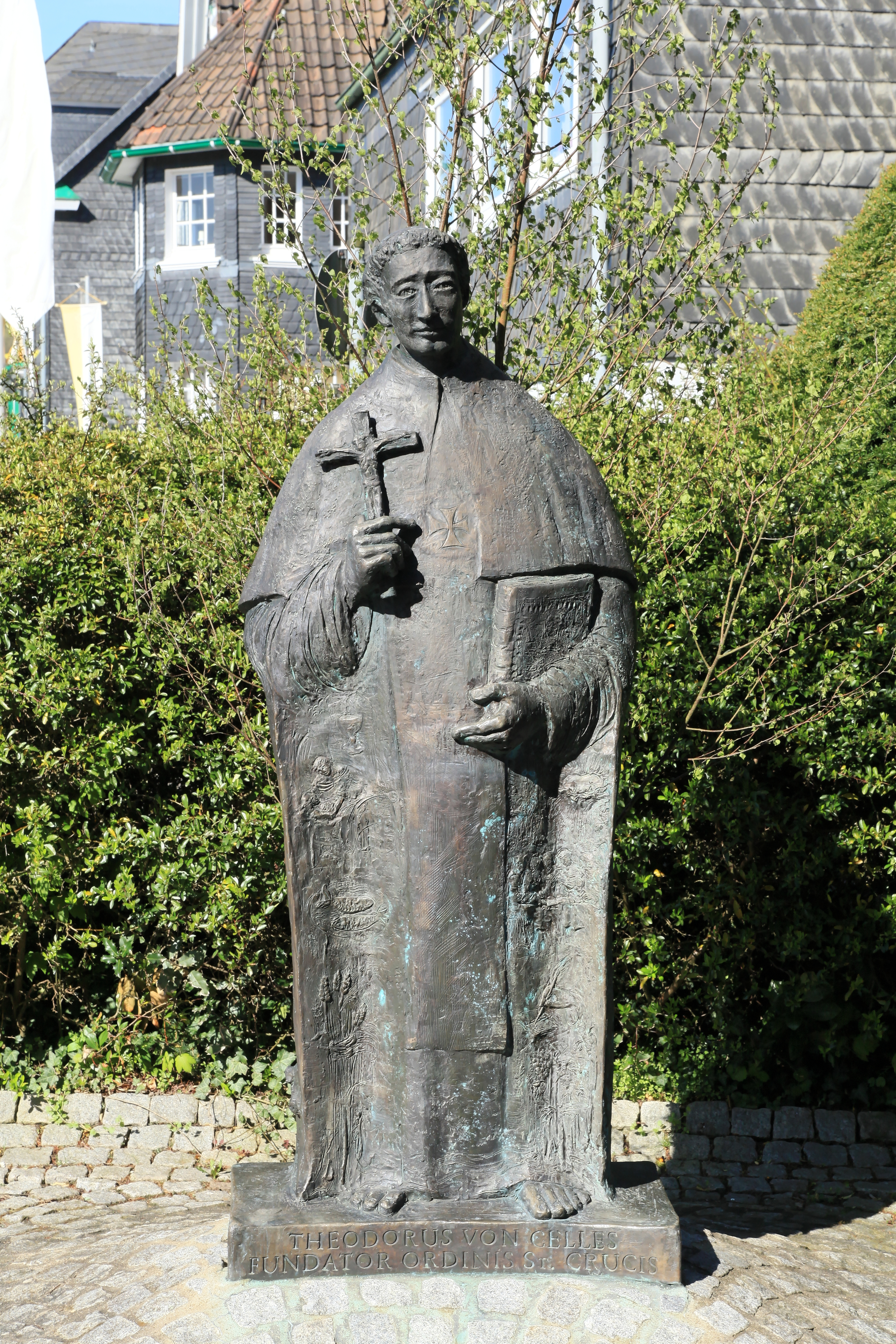
Standbeeld in Wuppertal

Theodorus van Celles (Celles, ong. 1166 - Hoei, 1236) was een kruisvaarder en kloosterstichter. Hij wordt gezien als de stichter van de kloosterorde der kruisheren.

## Levensbeschrijving
Over het leven van Theodorus van Celles is weinig bekend. Pas in de 17e eeuw werd door Henricus Russelius een levensbeschrijving van hem op schrift gesteld, de Chronicon Cruciferorum sine Synopsis Memorabilium Sacri et Canonici Ordinis Sanctae Crucis.
Volgens deze levensbeschrijving werd hij geboren op het kasteel te Celles, gelegen in het Prinsbisdom Luik. Hij studeerde in Luik aan de beroemde kapittelschool van de Sint-Lambertuskathedraal. Rond 1190 nam hij deel aan de Derde Kruistocht en maakte in Jeruzalem kennis met het leven van de Reguliere Kanunniken van het Heilig Graf, welke veel soberder leefden dan de kapittelheren te Luik.
Na zijn terugkeer werd hij omstreeks 1192 seculiere kanunnik van het kathedraal kapittel te Luik. In 1209 nam hij deel aan een kruistocht tegen de Albigenzen. Teruggekeerd probeerde hij zijn medekanunniken tot een meer geestelijke levensstijl te bekeren, wat niet lukte. Daarop verliet hij het kapittel.  Op het feest der Kruisverheffing, 14 september 1211, legde hij ten aanzien van de prins-bisschop van Luik de kloostergeloften af. Samen met enkele medestanders kreeg hij de Sint-Theobalduskerk in Clair-Lieu bij Hoei geschonken, waar een kloostergemeenschap ontstond. Deze had aanvankelijk ten doel om pelgrims en kruisvaarders te verzorgen.
Theodorus van Celles stierf in 1236 in het door hem gestichte klooster in Hoei. Twaalf jaar na zijn dood, in 1248, werd de kloostergemeenschap tot orde verheven: de Orde van het Heilig Kruis (Latijn: Ordo Sanctae Crucis, OSC). Door de Kruisheren wordt hij als zalige vereerd.

## Externe bron
- RKK